# Самое секретное место на Земле
«Са́мое секре́тное ме́сто на Земле́» — документальный фильм германского режиссёра Марка Эберле 2007 года, рассказывающий о тайных операциях ЦРУ, которые оно проводило в 1960-е и начале 1970-х годов против партизан-коммунистов во время гражданской войны в Лаосе, в частности в городе Лонг Чен.
Фильм примечателен тем, что это первый фильм, проливающий свет на один из самых малоизвестных конфликтов, даже несмотря на то, что он остаётся самой масштабной и наиболее дорогой полувоенной операцией из тех, которые когда-либо проводили США.

Мне впервые пришла в голову мысль сделать фильм, когда я посетил Долину Кувшинов в Лаосе в 2002 году.— Марк Эберле, немецкий режиссёр в интервью с IPS